# هيلين بيرسون
هيلين بيرسون (بالسويدية: Eva Hélène Linnéa Persson)‏ هي متزلجة فنية سويدية، ولدت في 9 ديسمبر 1966 في ستوكهولم في السويد.

## وصلات خارجية
- هيلين بيرسون على موقع أوليمبيديا (الإنجليزية)
- هيلين بيرسون على موقع اللجنة الأولمبية السويدية (السويدية)